# Benno Groß
Benno Groß (* 9. Oktober 1957 in Saarlouis; eigentlich Benno Grohs) ist ein ehemaliger deutscher Turner und Turntrainer.

## Leben
Benno Grohs sportliche Karriere begann nach einem Gauturnfest beim TV Lebach. Erste Erfolge feierte er 1971 als deutscher Schüler-Vizemeister. Ab 1972 besuchte er das Saarbrücker Sportinternat. 1973 folgte die Teilnahme am Bundesleistungszentrum. Auf Grund eines Behördenfehlers wurde Mitte der 1970er Jahre im Pass aus „Benno Grohs“ „Benno Groß“. Er ließ den Fehler nie ändern und nahm stattdessen diesen Namen an.
Während seiner sportlichen Karriere wurde er vierfacher Deutscher Meister und 1980 Deutscher Meister im Zwölfkampf. An den Weltmeisterschaften im Turnen nahm er 1978, 1979 und 1981 teil. 1982 nahm er für das deutsche Team am Weltcup teil. Als Bundesligist turnte er für die TG Saar.
1980 sollte er das erste Mal an den Olympischen Spielen teilnehmen, doch die Bundesrepublik sagte ihre Teilnahme an der gesamtdeutschen Mannschaft ab und boykottierte die Olympischen Sommerspiele 1980 in Moskau auf Grund des Einmarschs der sowjetischen Armee in Afghanistan. An den Olympischen Sommerspielen 1984 konnte er teilnehmen. Zusammen mit der Mannschaft wurde er Vierter in der Gesamtwertung. Einzeln konnte er am Pauschenpferd einen siebten Platz erreichen.
Seine Trainerkarriere begann beim TV Lebach, später trainierte er auch die TG Saar am Olympiastützpunkt Saarland/Rheinland-Pfalz sowie als Trainer des Saarländischen Turnerbundes (STB) an der Sportschule Saarbrücken.

## Berufliche Karriere
Benno Groß besuchte die Handelsschule sowie die Fachoberschule Wirtschaft. 1976 trat er in den saarländischen Polizeidienst ein. Er arbeitete zunächst bei der Saarbrücker Bereitschaftspolizei und wechselte anschließend als Ausbilder in den mittleren Dienst. Von 1997 an war er Ausbilder an der Fachhochschule für Verwaltung des Saarlandes im Fachbereich Polizeivollzugsdienst. Seit 2018 ist er im Ruhestand.

## Privatleben
Benno Groß ist seit 2001 in zweiter Ehe verheiratet. Das Paar wohnt in Lebach. Er hat zwei Stiefkinder sowie ein Adoptivkind.